# Floriano (Piauí)
Floriano is een gemeente in de Braziliaanse deelstaat Piauí. De gemeente telt 58.969 inwoners (schatting 2017).
De plaats is zetel van het rooms-katholieke bisdom Floriano.

## Aangrenzende gemeenten
De gemeente grenst aan Amarante, Francisco Ayres, Itaueira, Jerumenha, Nazaré do Piauí, São José do Peixe en Barão de Grajaú (MA).